# Mike Weerts
 (décembre 2018).
Si vous disposez d'ouvrages ou d'articles de référence ou si vous connaissez des sites web de qualité traitant du thème abordé ici, merci de compléter l'article en donnant les références utiles à sa vérifiabilité et en les liant à la section « Notes et références ».
Mike Weerts, né le 24 mars 1982 à Overloon, est un acteur et chanteur néerlandais.

## Filmographie

### Cinéma et téléfilms
- 2004 : Onderweg naar Morgen
- 2007 : Alles is liefde : Le présentateur de télévision
- 2007 : Van Speijk
- 2007 : Voetbalvrouwen (nl) : Danny Doornbos
- 2008 : Wolfseind : Matt Kersjes
- 2009 : Geen zin : Henk
- 2009 : Murder : Mickey
- 2009 : SEF! monoloog : Sef!
- 2010 : Het virus
- 2010 : Proost : Groom
- 2010 : Retour Uruzgan
- 2011 : The Gang (De bende van Oss) : Gerrit van der Heijden
- 2012 : Hochmut : Snuf
- 2012 : Het bombardement (nl) : Chris
- 2012 : Moeder, ik wil bij de Revue (nl) : Arnold
- 2013 : Borgman : Arthur Stornebrink
- 2013 : Moordvrouw : Nick Baars, le salarié au Casino
- 2013 : Contact : Appie Kniele
- 2014 : Dummie de Mummie (nl) : Le supporteur
- 2014 : Johan: logisch is anders (nl) : Henny Cruijff (jeune)
- 2015 : Flikken Maastrich : Mark
- 2015 : Armada (Michiel de Ruyter) : Commerçant
- 2015 : Welkom thuis : Jan
- 2015 : Bureau Raampoort (nl) : Ed Korteweg
- 2015 : Dummie de Mummie en de Sfinx van Shakaba (nl) : Le supporteur
- 2016 : Heer & Meester (nl)
- 2016 : De Helleveeg (nl) : Le Toiletteur
- 2016 : Op de dijk
- 2016 : Project Orpheus : Jasper Overbeeke
- 2016 : Of ik gek ben (nl) : Benjamin
- 2016 : Meesterspion (nl) : Homme d'affaires
- 2016 : Dokter Tinus : Johnny Klein
- 2016 : Sinterklaasjournaal (nl) : Pietenspotter
- 2016 : Mees Kees langs de lijn (nl) : Vader langs de lijn
- 2016 : Alleen op de wereld - Le barman
- 2017 : Celblok H (nl) : Alex de Weert
- 2017 : Dummie de Mummie en de tombe van Achnetoet (nl) : Le supporteur
- 2018 : Het hart van Hadiah Tromp : Felix van Zandt

## Théâtre

### Pièces et comédies musicales
- 2010–2011 : Petticoat (comédie musicale) (nl) : Willem van Rooden
- 2011–2012 : Kantje boord : Roy
- 2013–2014 : Baantjer : Dick Vledder
- 2015–2016 : Dansen met de vijand : Paul Glaser
- 2018 : All Stars : Willem